# Harry Reid nemzetközi repülőtér
A Harry Reid nemzetközi repülőtér (IATA: LAS, ICAO: KLAS) (2021. december 14-ig McCarran nemzetközi repülőtér) az Amerikai Egyesült Államok egyik jelentős nemzetközi repülőtere. Nevada államban, Las Vegas közelében található. Éves utasforgalma 52 667 741 fő (2022).

## Futópályák
A repülőtér futópályái:
- 01L/19R (8988 ft, 150 ft, beton)
- 01R/19L (9771 ft, 150 ft, beton)
- 07L/25R (14 512 ft, 150 ft, beton)
- 07R/25L (10 525 ft, 150 ft, beton)

## Forgalom
Az utasforgalom az elmúlt években az alábbi módon változott:
| Utasok száma | 30 459 965 | 33 715 129 | 35 009 011 | 44 267 362 | 44 074 707 | 41 479 814 | 42 885 350 | 48 500 194 | 22 201 479 | 57 641 891 |
|              | 1996       | 1999       | 2002       | 2005       | 2008       | 2011       | 2014       | 2017       | 2020       | 2023       |

## Légitársaságok és úticélok
2023-ban a Harry Reid nemzetközi repülőtérről az alábbi járatok indulnak:

### Személy
| Légitársaság         | Célállomások | Refs   |
| -------------------- | --- | ------ |
| Advanced Air         | Merced | [ 3 ]  |
| Aeroméxico           | Mexico City | [ 4 ]  |
| Air Canada           | Toronto–Pearson, Vancouver | [ 6 ]  |
| Air Canada Rouge     | Montréal–Trudeau, Toronto–Pearson | [ 7 ]  |
| Alaska Airlines      | Anchorage, Boise, Everett, Los Angeles, Portland (OR), San Francisco, San Luis Obispo (kezdődik 2023. december 15-től), Seattle/Tacoma Szezonális: Puerto Vallarta, San José del Cabo (mindkettő kezdődik 2023. december 15-től) | [ 10 ] |
| Allegiant Air        | Appleton, Asheville, Austin, Belleville/St. Louis, Bellingham, Billings, Bismarck, Boise, Bozeman, Cedar Rapids/Iowa City, Chicago/Rockford, Cincinnati, Des Moines, Destin/Fort Walton Beach, El Paso, Eugene, Fargo, Fayetteville/Bentonville, Flint, Fort Wayne, Fresno, Glacier Park/Kalispell, Grand Forks, Grand Island, Grand Junction, Grand Rapids, Great Falls, Idaho Falls, Indianapolis, Knoxville, Laredo, Lexington, McAllen, Medford, Memphis, Minot, Missoula, Moline/Quad Cities, Monterey, Oakland, Oklahoma City, Omaha, Orange County, Orlando/Sanford, Peoria, Phoenix/Mesa, Provo, Rapid City, Reno/Tahoe, San Antonio, San Diego, Santa Maria (CA), Shreveport, Sioux Falls, South Bend, Spokane, Springfield/Branson, Stockton, Tri-Cities (WA), Tulsa, Wichita | [ 11 ] |
| American Airlines    | Austin, Charlotte, Chicago–O'Hare, Dallas/Fort Worth, Los Angeles, Miami, Philadelphia, Phoenix–Sky Harbor, Washington–National | [ 12 ] |
| American Eagle       | Phoenix–Sky Harbor | [ 12 ] |
| Avelo Airlines       | Brownsville/South Padre Island, Dubuque, Eureka, Redmond/Bend, Salem, Santa Rosa | [ 13 ] |
| Avianca El Salvador  | Szezonális: San Salvador | [ 14 ] |
| Breeze Airways       | Akron/Canton, Fort Myers, Gulfport/Biloxi (kezdődik 2024. január 12-től), Hartford, Huntsville, Jacksonville (FL), Norfolk, Raleigh/Durham, Richmond, San Bernardino, Syracuse | [ 16 ] |
| British Airways      | London–Heathrow Szezonális: London–Gatwick | [ 17 ] |
| Canada Jetlines      | Toronto–Pearson | [ 18 ] |
| Condor               | Szezonális: Frankfurt | [ 19 ] |
| Copa Airlines        | Panama City–Tocumen | [ 20 ] |
| Delta Air Lines      | Atlanta, Austin, Boston, Cincinnati, Detroit, Los Angeles, Minneapolis/St. Paul, New York–JFK, New York–LaGuardia, Raleigh/Durham, Salt Lake City, Seattle/Tacoma | [ 21 ] |
| Delta Connection     | Sacramento, San Diego | [ 21 ] |
| Discover Airlines    | Frankfurt | [ 22 ] |
| Edelweiss Air        | Szezonális: Zürich | [ 23 ] |
| Flair Airlines       | Toronto–Pearson, Vancouver Szezonális: Calgary, Edmonton, Kitchener/Waterloo, Ottawa, Victoria (kezdődik 2024. február 16.), Winnipeg (kezdődik 2024. február 17.) | [ 26 ] |
| Frontier Airlines    | Atlanta, Charlotte, Chicago–Midway, Cincinnati, Cleveland, Dallas/Fort Worth, Denver, Detroit, El Paso, Houston–Intercontinental, Indianapolis, Milwaukee, Nashville, Oklahoma City, Omaha, Ontario (CA), Orange County, Orlando, Phoenix–Sky Harbor, Portland (OR) , St. Louis, Salt Lake City, San Antonio, San Diego, San Francisco, Seattle/Tacoma, Tampa | [ 27 ] |
| Hawaiian Airlines    | Honolulu, Kahului | [ 28 ] |
| JetBlue              | Boston, Fort Lauderdale, Los Angeles, New York–JFK Szezonális: Cancún | [ 29 ] |
| JSX                  | Burbank, Concord (CA), Dallas–Love, Denver–Rocky Mountain, Los Angeles, Oakland, Orange County, Phoenix–Sky Harbor, San Diego/Carlsbad | [ 30 ] |
| KLM                  | Amszterdam | [ 31 ] |
| Korean Air           | Seoul–Incheon | [ 32 ] |
| Lynx Air             | Calgary, Montréal–Trudeau | [ 33 ] |
| New Pacific Airlines | Ontario (CA) | [ 34 ] |
| Porter Airlines      | Toronto–Pearson (kezdődik 2024. március 5-től) | [ 35 ] |
| Southwest Airlines   | Albuquerque, Amarillo, Atlanta, Austin, Baltimore, Bellingham, Birmingham (AL), Boise, Bozeman, Buffalo, Burbank, Chicago–Midway, Chicago–O'Hare, Cleveland, Colorado Springs, Columbus–Glenn, Dallas–Love, Denver, Des Moines, Detroit, El Paso, Eugene, Fresno, Honolulu, Houston–Hobby, Houston–Intercontinental, Indianapolis, Kahului, Kailua-Kona, Kansas City, Lihue, Little Rock, Long Beach, Los Angeles, Louisville, Lubbock, Midland/Odessa, Milwaukee, Nashville, New Orleans, Oakland, Oklahoma City, Omaha, Ontario (CA), Orange County, Orlando, Palm Springs, Phoenix–Sky Harbor, Pittsburgh, Portland (OR), Raleigh/Durham, Reno/Tahoe, Sacramento, St. Louis, Salt Lake City, San Antonio, San Diego, San Francisco, San Jose (CA), Santa Barbara, Seattle/Tacoma, Spokane, Tampa, Tucson, Tulsa, Wichita Szezonális: Fort Lauderdale, Minneapolis/St. Paul, Philadelphia | [ 36 ] |
| Spirit Airlines      | Albuquerque, Atlanta, Austin, Baltimore, Boise, Boston, Burbank, Charleston (SC), Charlotte, Chicago–O'Hare, Cleveland, Columbus–Glenn, Dallas/Fort Worth, Denver (vége 2024. január 9-től), Detroit, Fort Lauderdale, Houston–Intercontinental, Indianapolis, Kansas City, Los Angeles, Louisville, Memphis, Miami, Milwaukee, Minneapolis/St. Paul, Nashville, Newark, New Orleans, Oakland, Orange County, Orlando, Philadelphia, Pittsburgh, Portland (OR), Reno/Tahoe, Richmond, Sacramento, St. Louis, Salt Lake City, San Antonio, San Diego, San Jose (CA), Seattle/Tacoma, Tampa Szezonális: Phoenix–Sky Harbor | [ 39 ] |
| Sun Country Airlines | Dallas/Fort Worth, Minneapolis/St. Paul Szezonális: Eau Claire, Green Bay, Houston–Intercontinental, Los Angeles, Madison, Milwaukee, San Antonio, Williston | [ 40 ] |
| United Airlines      | Chicago–O'Hare, Denver, Houston–Intercontinental, Los Angeles, Newark, San Francisco, Washington–Dulles | [ 41 ] |
| United Express       | Los Angeles, San Francisco | [ 41 ] |
| Virgin Atlantic      | London–Heathrow Szezonális: Manchester (UK) (újrakezdődik 2024. június 2-től) | [ 43 ] |
| Viva Aerobus         | Mexico City, Monterrey | [ 44 ] |
| Volaris              | Guadalajara, Mexico City | [ 45 ] |
| WestJet              | Calgary, Edmonton, Toronto–Pearson, Vancouver, Winnipeg Szezonális: Kelowna (újrakezdődik 2023. december 18-tól), Regina, Saskatoon, Victoria (kezdődik February 1, 2024) | [ 48 ] |

### Cargo
| Légitársaság          | Célállomások                   | Refs                 |
| --------------------- | ------------------------------ | -------------------- |
| Ameriflight           | Phoenix–Sky Harbor             | [ 49 ]               |
| FedEx                 | Indianapolis, Memphis, Oakland | [ 50 ] [ 51 ] [ 52 ] |
| United Parcel Service | Louisville                     | [ 53 ]               |